# (34406) 2000 RD92
2000 RD92 (asteroide 34406) é um asteroide da cintura principal. Possui uma excentricidade de 0.15568810 e uma inclinação de 2.62228º.
Este asteroide foi descoberto no dia 3 de setembro de 2000 por LINEAR em Socorro.